# Daniel Craig
Daniel Wroughton Craig (født 2. marts 1968) er en engelsk skuespiller, der blandt andet er kendt for at have spillet hovedrollen i fem James Bond-film.

## Biografi

### Barndom
Daniel Craig blev født i Chester og boede i Liverpool med sine forældre Olivia Williams og Timothy John Wroughton Craig og søsteren Lia Craig
Som ung gik Daniel på Hilbre High School og senere på Calday Grange Grammar School. I en alder af 16 år flyttede han til London og blev en del af National Youth Theatre. I 1991 tog Daniel sin endelige eksamen fra Guildhall School of Music and Drama.

### Gennembruddet
Daniel Craig havde små roller og fik sin første hovedrolle i 1996 i BBC-serien Our Friends in the North og senere i Love Is the Devil: Study for a Portrait of Francis Bacon- en såkaldt "Biopic" (Biografi-film) og tv-dramaet: The Ice House.
Det store internationale gennembrud kom i 2001 med rollen som rivalen og elskeren Alex West i Lara Croft: Tomb Raider. Det medførte større og større roller i film som: Sylvia (2003), Layer Cake (2004) og Steven Spielbergs München (2005).

### James Bond
Højdepunktet i Daniel Craigs karriere var 23. oktober 2005, da han skrev under på en kontrakt med EON Productions på tre James Bond-film til en værdi af 15 millioner pund (ca. 150.000.000 kr.)
Valget af Daniel Craig som den nye James Bond blev modtaget blandet; nogle var begejstrede for ham, som de mente kunne give James Bond noget dybde og charme, mens andre mente at det var en brøler, da Daniel Craig ikke ser ud, som James Bond normalt ser ud. Men ligeså hurtigt som kritikken var kommet, ligeså hurtigt faldt den til jorden, da Casino Royale fik premiere 14. november 2006. Anmelderne var begejstrede for Daniel Craig. Senere kom Quantum of Solace på banen, for 7. november 2008 havde den premiere i Danmark. Skyfall udkom i 2012 og senere kom Spectre i 2015.
Han bekræftede 15. august 2017 i talkshowet; The Late Show, at han spiller Bond for sidste gang i No Time to Die. Den fik premiere i september 2021.

## Filmografi

### Film
| År   | Titel                                                    | Rolle                                        | Noter                   | Ref.  |
| ---- | -------------------------------------------------------- | -------------------------------------------- | ----------------------- | ----- |
| 1992 | The Power of One                                         | Sergeant Jaapie Botha                        |                         |       |
| 1995 | A Kid in King Arthur's Court                             | Master Kane                                  |                         |       |
| 1997 | Obsession                                                | John McHale                                  |                         |       |
| 1998 | Love and Rage                                            | James Lynchehaun                             |                         |       |
| 1998 | Elizabeth                                                | John Ballard                                 |                         |       |
| 1998 | Love Is the Devil: Study for a Portrait of Francis Bacon | George Dyer                                  |                         |       |
| 1999 | The Trench                                               | Sergeant Telford Winter                      |                         |       |
| 2000 | Some Voices                                              | Ray                                          |                         |       |
| 2000 | Hotel Splendide                                          | Ronald Blanche                               |                         |       |
| 2000 | I Dreamed of Africa                                      | Declan Fielding                              |                         |       |
| 2001 | Lara Croft: Tomb Raider                                  | Alex West                                    |                         |       |
| 2002 | Ten Minutes Older: The Cello                             | Cecil Thomas                                 |                         |       |
| 2002 | Road to Perdition                                        | Connor Rooney                                |                         |       |
| 2002 | Occasional, Strong                                       | Jim                                          | Short film              |       |
| 2003 | Sylvia                                                   | Ted Hughes                                   |                         |       |
| 2003 | The Mother                                               | Darren                                       |                         |       |
| 2004 | Layer Cake                                               | XXXX                                         |                         |       |
| 2004 | Enduring Love                                            | Joe                                          |                         |       |
| 2005 | The Jacket                                               | Rudy Mackenzie                               |                         |       |
| 2005 | Fateless                                                 | American Soldier                             |                         |       |
| 2005 | München                                                  | Steve                                        |                         |       |
| 2006 | Renaissance                                              | Barthélémy Karas                             | Voice                   |       |
| 2006 | Infamous                                                 | Perry Smith                                  |                         |       |
| 2006 | Casino Royale                                            | James Bond                                   |                         |       |
| 2007 | The Invasion                                             | Ben Driscoll                                 |                         |       |
| 2007 | Det Gyldne Kompas                                        | Lord Asriel                                  |                         |       |
| 2008 | Flashbacks of a Fool                                     | Joe Scot                                     | Also executive producer |       |
| 2008 | Quantum of Solace                                        | James Bond                                   |                         |       |
| 2008 | Defiance                                                 | Tuvia Bielski                                |                         |       |
| 2008 | How to Lose Friends & Alienate People                    | Daniel Craig                                 | Cameo                   |       |
| 2011 | One Life                                                 | Narrator                                     | Documentary             |       |
| 2011 | Cowboys & Aliens                                         | Jake Lonergan                                |                         |       |
| 2011 | Dream House                                              | Will Atenton / Peter Ward                    |                         |       |
| 2011 | Tintin: Enhjørningens hemmelighed                        | Ivan Ivanovitch Sakharine / Rackham den Røde | Motion capture          |       |
| 2011 | The Girl with the Dragon Tattoo                          | Mikael Blomkvist                             |                         |       |
| 2011 | The Organ Grinder's Monkey                               | Bubbles                                      | Short film              |       |
| 2012 | Happy & Glorious                                         | James Bond                                   | Short film              |       |
| 2012 | Skyfall                                                  | James Bond                                   |                         |       |
| 2015 | Spectre                                                  | James Bond                                   | Also co-producer        |       |
| 2015 | Star Wars: The Force Awakens                             | Stormtrooper FN-1824                         | Uncredited cameo        | [ 4 ] |
| 2017 | Logan Lucky                                              | Joe Bang                                     |                         |       |
| 2017 | Kings                                                    | Obie Hardison                                |                         |       |
| 2019 | Knives Out                                               | Detective Benoit Blanc                       |                         |       |
| 2021 | No Time to Die                                           | James Bond                                   | Also co-producer        |       |
| 2022 | Glass Onion: A Knives Out Mystery                        | Detective Benoit Blanc                       |                         |       |
| 2025 | Wake Up Dead Man                                         | Detective Benoit Blanc                       | Filming                 | [ 5 ] |
| TBA  | Queer                                                    | Lee                                          |                         |       |

### Tv
| År        | Titel                                         | Rolle                            | Noter                              | Ref. |
| --------- | --------------------------------------------- | -------------------------------- | ---------------------------------- | ---- |
| 1992      | Anglo-Saxon Attitudes                         | Gilbert Stokesay                 | 3 episodes                         |      |
| 1992      | Boon                                          | Jim Parham                       | 1 episode                          |      |
| 1992      | Covington Cross                               | Walkway guard                    | 1 episode                          |      |
| 1993      | Zorro                                         | Lieutenant Hidalgo               | 2 episodes                         |      |
| 1993      | Drop the Dead Donkey                          | Fixx                             | Episode: "George and His Daughter" |      |
| 1993      | The Young Indiana Jones Chronicles            | Schiller                         | Episode: "Palestine, October 1917" |      |
| 1993      | Between the Lines                             | Joe Rance                        | Episode: "New Order"               |      |
| 1993      | Heartbeat                                     | Peter Begg                       | Episode: "A Chilly Reception"      |      |
| 1993      | Screen Two                                    | Lt. Guth                         | Episode: "Genghis Cohn"            |      |
| 1993      | Sharpe's Eagle                                | Lt. Berry                        | Television film                    |      |
| 1996      | Our Friends in the North                      | Geordie Peacock                  | 8 episodes                         |      |
| 1996      | Tales from the Crypt                          | Barry                            | Episode: "Smoke Wrings"            |      |
| 1996      | Saint-Ex                                      | Guillaumet                       | Television film                    |      |
| 1996      | Kiss and Tell                                 | Matt Kearney                     | Television film                    |      |
| 1996      | The Fortunes and Misfortunes of Moll Flanders | James "Jemmy" Seagrave           | Television film                    |      |
| 1997      | The Hunger                                    | Jerry Pritchard                  | Episode: "Ménage à Trois"          |      |
| 1997      | The Ice House                                 | DS Andy McLoughlin               | Television film                    |      |
| 1999      | Shockers: The Visitor                         | Richard                          | Television film                    |      |
| 2001      | Sword of Honour                               | Guy Crouchback                   | Television film                    |      |
| 2002      | Copenhagen                                    | Werner Heisenberg                | Television film                    |      |
| 2005      | Archangel                                     | Prof. Fluke Kelso                | Television film                    |      |
| 2012–2021 | Saturday Night Live                           | Himself (host) / various / cameo | 3 episodes (2012, 2020, 2021)      |      |
| 2017      | Comrade Detective                             | Father Anton Streza              | Voice; 2 episodes                  |      |

### Teater
| År   | Titel                    | Rolle                         | Teater                                  | Ref.   |
| ---- | ------------------------ | ----------------------------- | --------------------------------------- | ------ |
| 1993 | Angels in America        | Joe Pitt                      | Royal National Theatre, London          | [ 6 ]  |
| 1994 | The Rover                | Blunt                         | Women's Playhouse Trust, London         |        |
| 1994 | Les Grandes Horizontales | Performer                     | National Theatre Studio, London         | [ 7 ]  |
| 1997 | Hurlyburly               | Mickey                        | The Old Vic, London                     | [ 8 ]  |
| 2002 | A Number                 | Bernard 1 & 2 / Michael Black | Royal Court, London                     | [ 9 ]  |
| 2009 | A Steady Rain            | Joey                          | Gerald Schoenfeld Theatre, Broadway     | [ 10 ] |
| 2013 | Betrayal                 | Robert                        | Ethel Barrymore Theatre, Broadway       | [ 11 ] |
| 2016 | Othello                  | Iago                          | New York Theatre Workshop, Off-Broadway | [ 12 ] |
| 2022 | Macbeth                  | Macbeth                       | Longacre Theatre, Broadway              | [ 13 ] |

### Computerspil
| År   | Titel                       | Stemmerolle | Ref. |
| ---- | --------------------------- | ----------- | ---- |
| 2008 | 007: Quantum of Solace      | James Bond  |      |
| 2010 | GoldenEye 007               | James Bond  |      |
| 2010 | James Bond 007: Blood Stone | James Bond  |      |

### Reklamer
| År   | Titel                                  | Rolle                | Ref.          |
| ---- | -------------------------------------- | -------------------- | ------------- |
| 2012 | Heineken Crack the Case                | James Bond           | [ 14 ]        |
| 2012 | Sony Mouse & Cat                       | James Bond           | [ 15 ] [ 16 ] |
| 2015 | Heineken The Chase                     | James Bond           |               |
| 2020 | Heineken Daniel Craig vs James Bond    | James Bond / Himself |               |
| 2022 | Belvedere Vodka Presents Daniel Craig. | Himself              | [ 17 ] [ 18 ] |